# Aiolosz (isten)
Aiolosz (Αἴολος) Héra kegyelméből lett a négy égtáj szeleinek ura a görög mitológiában. Neve görögül gyorsan változó-t jelent. 
Hippotész király fia volt, és a legenda szerint a Lipari-szigetek egyikén lakott fényes palotában. A különböző szeleket egy barlangban őrizte és a többi olümposzi istenség kérésére engedte el őket, aszerint, hogy az isten egy kis szellőt vagy szélvihart akart küldeni a földre. Egy napon kikötött szigetén a bolyongó Odüsszeusz is, akit Aiolosz barátságosan fogadott, és elutazásakor ajándékozott a hajózó hősnek egy zsákot, amelybe be voltak zárva az ártó szelek. Így Odüsszeuszt az Ithaka felé fújó szelek vezették, ám meglátva otthona partjait a hosszú úttól kifáradt Odüsszeusz elaludt. Az egyik kíváncsi hajós kinyitotta a zsákot, amiből a kikelő rossz szelek messzire elsodorták a hajót. Így Ithaka királya a 10 évig tartó trójai háború után még 10 évvel később térhetett csak haza. 